# Euselasia eumedia
Euselasia eumedia is een vlindersoort uit de familie van de prachtvlinders (Riodinidae), onderfamilie Euselasiinae.
Euselasia eumedia werd in 1853 beschreven door Hewitson.